# Fadrique Álvarez de Toledo (4e hertog van Alva)

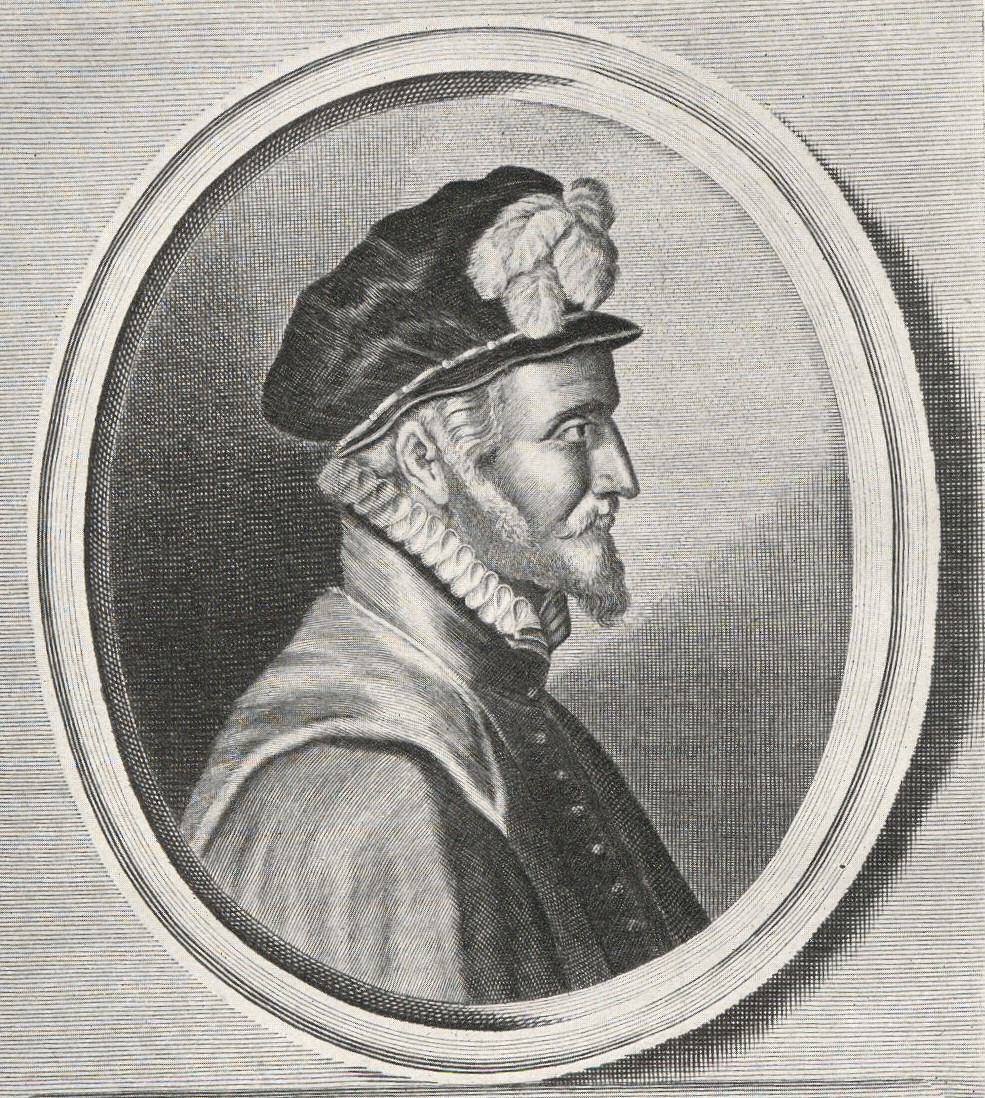
Don Frederik

Don Fadrique Álvarez de Toledo (21 september 1537 - 11 december 1585), hertog van Huescar en 4e hertog van Alva, doorgaans aangeduid als Don Frederik, was een Spaans bevelhebber van de infanterie ten tijde van het begin van de Tachtigjarige Oorlog. Hij is vooral bekend als leider van de troepen tijdens de veroveringen van Mechelen, Zutphen, Naarden en Haarlem (zie Don Frederiks veldtocht). Ook was hij aanvoerder van de Spaanse troepen tijdens het beleg van Alkmaar.
Don Frederik werd in 1537 geboren als tweede zoon van Don Fernando Álvarez de Toledo, hertog van Alva. Over de jeugd van Don Frederik is weinig bekend. Wel is bekend dat hij maar weinig vrienden had en vele vijanden. Een groot deel van de machthebbers in Spanje, waaronder koning Filips II, had ronduit een hekel aan hem. Hij zou in 1566 een trouwbelofte aan Magdalena de Guzmán gebroken hebben. Filips II was hier zo kwaad over dat hij Magdalena in een klooster liet plaatsen en Don Frederik gevangen zette. Het lukte de hertog van Alva echter om zijn zoon naar de Nederlanden te krijgen en hij maakte hem direct opperbevelhebber van de infanterie. Alva hoopte dat door militaire successen zijn zoon weer in genade zou worden opgenomen door Filips II.
In de Nederlanden viel Don Frederik op door zijn bloedige veroveringen van steden: in Mechelen, Zutphen, Naarden en Haarlem werd door de Spaanse veroveraars vreselijk huisgehouden. Volgens sommige historici was dit een wanhopige poging om eerherstel te krijgen.
Nadat Don Frederik het beleg van Alkmaar moest opgeven doordat de dijken werden doorgestoken, was het snel afgelopen met Don Frederik. De hertog van Alva werd vervangen door Luis de Zúñiga y Requesens en keerde met zijn zoon terug naar Spanje. In Spanje kreeg vooral Don Frederik de schuld van de nederlaag: de hertog van Alva stond nog in een hoog aanzien en het was voor de tegenstanders van Alva veel makkelijker de pijlen te richten op de veel kwetsbaardere zoon. Don Frederik hielp zelf een handje door opnieuw een schandaal te veroorzaken. Hij verleidde een hofdame van de koningin zonder met haar te trouwen. De koning liet hem gijzelen in de gevangenis van Tordesillas. Enige tijd later ontsnapte hij en huwde, met hulp van zijn vader, met zijn nicht. Nu was voor Filips de maat vol. Don Frederik werd opnieuw naar Tordesillas gebracht en zijn vader kreeg arrest in Uceda.
Na zijn dood volgde zijn neef Antonio Álvarez de Toledo y Beaumont hem op als 5e hertog van Alva.

## Voorouders
| Voorouders van Fadrique Álvarez de Toledo (1537-1585) | Voorouders van Fadrique Álvarez de Toledo (1537-1585)                                       | Voorouders van Fadrique Álvarez de Toledo (1537-1585)                                       | Voorouders van Fadrique Álvarez de Toledo (1537-1585)                          | Voorouders van Fadrique Álvarez de Toledo (1537-1585)                          | Voorouders van Fadrique Álvarez de Toledo (1537-1585)                          | Voorouders van Fadrique Álvarez de Toledo (1537-1585)                          | Voorouders van Fadrique Álvarez de Toledo (1537-1585)                                   | Voorouders van Fadrique Álvarez de Toledo (1537-1585)                                   |
| ----------------------------------------------------- | ------------------------------------------------------------------------------------------- | ------------------------------------------------------------------------------------------- | ------------------------------------------------------------------------------ | ------------------------------------------------------------------------------ | ------------------------------------------------------------------------------ | ------------------------------------------------------------------------------ | --------------------------------------------------------------------------------------- | --------------------------------------------------------------------------------------- |
| Overgrootouders                                       | Fadrique Álvarez de Toledo y Enriquez (1460-1531) ∞ Isabel de Zúñiga y Pimentel (1470-1520) | Fadrique Álvarez de Toledo y Enriquez (1460-1531) ∞ Isabel de Zúñiga y Pimentel (1470-1520) | Rodrigo Alonso Pimentel (1441-1499) ∞ María Pacheco y Portocarrero (-)         | Rodrigo Alonso Pimentel (1441-1499) ∞ María Pacheco y Portocarrero (-)         | Enrique Enriquez de Guzman (-) ∞ Teresa Enriquez de Luna (-)                   | Enrique Enriquez de Guzman (-) ∞ Teresa Enriquez de Luna (-)                   | Fadrique Álvarez de Toledo y Enríquez de Quiñones (-) ∞ Isabel de Zúñiga y Pimentel (-) | Fadrique Álvarez de Toledo y Enríquez de Quiñones (-) ∞ Isabel de Zúñiga y Pimentel (-) |
| Grootouders                                           | García Álvarez de Toledo y Zúñiga (-1510) ∞ Beatriz Pimentel y Pacheco (-)                  | García Álvarez de Toledo y Zúñiga (-1510) ∞ Beatriz Pimentel y Pacheco (-)                  | García Álvarez de Toledo y Zúñiga (-1510) ∞ Beatriz Pimentel y Pacheco (-)     | García Álvarez de Toledo y Zúñiga (-1510) ∞ Beatriz Pimentel y Pacheco (-)     | Diego Enríquez de Guzmán (-) ∞ Aldonza Leonor Álvarez de Toledo y Zúñiga (–)   | Diego Enríquez de Guzmán (-) ∞ Aldonza Leonor Álvarez de Toledo y Zúñiga (–)   | Diego Enríquez de Guzmán (-) ∞ Aldonza Leonor Álvarez de Toledo y Zúñiga (–)            | Diego Enríquez de Guzmán (-) ∞ Aldonza Leonor Álvarez de Toledo y Zúñiga (–)            |
| Ouders                                                | Fernando Álvarez de Toledo (1507–1582) ∞ María Enríquez de Toledo y Guzmán (-)              | Fernando Álvarez de Toledo (1507–1582) ∞ María Enríquez de Toledo y Guzmán (-)              | Fernando Álvarez de Toledo (1507–1582) ∞ María Enríquez de Toledo y Guzmán (-) | Fernando Álvarez de Toledo (1507–1582) ∞ María Enríquez de Toledo y Guzmán (-) | Fernando Álvarez de Toledo (1507–1582) ∞ María Enríquez de Toledo y Guzmán (-) | Fernando Álvarez de Toledo (1507–1582) ∞ María Enríquez de Toledo y Guzmán (-) | Fernando Álvarez de Toledo (1507–1582) ∞ María Enríquez de Toledo y Guzmán (-)          | Fernando Álvarez de Toledo (1507–1582) ∞ María Enríquez de Toledo y Guzmán (-)          |